# Armeleuteberg

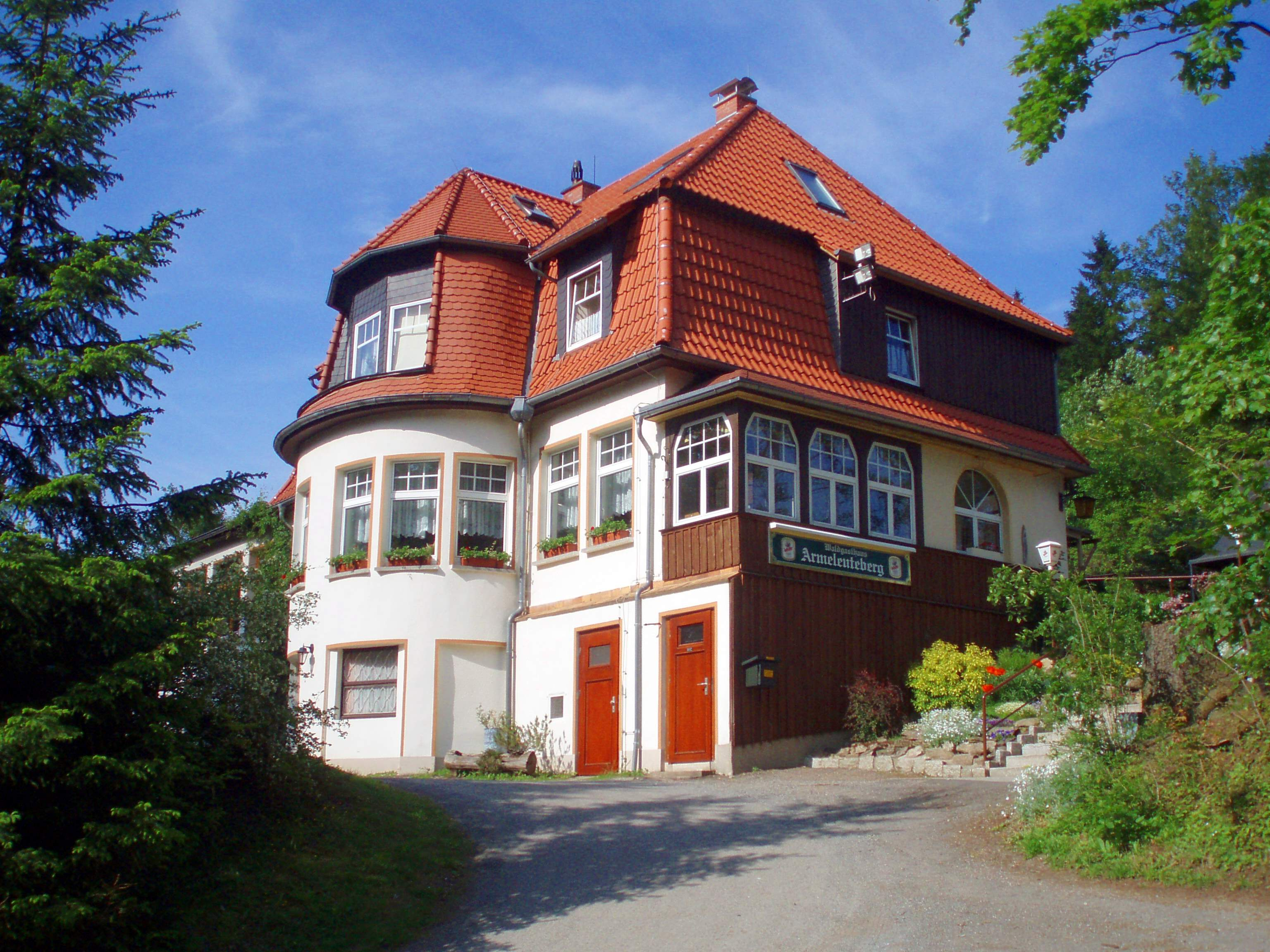
Waldgasthaus Armeleuteberg

Der Armeleuteberg im Harz ist ein 477,8 m ü. NHN hoher Berg bei Wernigerode im Landkreis Harz in Sachsen-Anhalt.

## Geographische Lage
Der Armeleuteberg erhebt sich im Naturpark Harz/Sachsen-Anhalt. Sein Gipfel liegt knapp 2 km südlich der Altstadt von Wernigerode. In Richtung Nordosten fällt seine Waldlandschaft in das Zwölfmorgental – mit der jenseits davon befindlichen, nahen Harburg – nach Wernigerode ab. Nach Süden fällt sie in das Kalte Tal und etwa nach Nordwesten durch das Nesseltal nach Hasserode ab.

## Kaiserturm und WaldgasthausArmeleuteberg
Auf dem Berggipfel steht seit 1902 der Aussichtsturm Kaiserturm, von dem man unter anderem auf Wernigerode mit dem Schloss Wernigerode blickt. Zwischen Gipfel und westsüdwestlich davon befindlichem Försterplatz (mit Revierförsterei) befindet sich das Waldgasthaus Armeleuteberg (ca. 445 m), das als Nr. 35 in das System der Stempelstellen der Harzer Wandernadel einbezogen ist.
Auf den Armeleuteberg führt vom Hasseröder Ferienpark aus der Wernigeröder Märchenweg. Der Wernigeröder Blindenwanderweg führt als ca. 1,1 Kilometer langer Rundweg unterhalb des Armeleuteberges vorbei.